# 長池町 (大阪市)
長池町（ながいけちょう）は、大阪府大阪市阿倍野区にある町名。丁番を持たない単独町名である。

## 地理
阿倍野区の南東部に位置し、南に西田辺町、北に桃ヶ池町、西に昭和町、東に東住吉区山坂と接している。

## 歴史
当地には、2016年（平成28年）までシャープの本社が所在した。南港通の南側の西田辺町には、同社の田辺ビルが所在し、本社ビルと向かい合っていた。同社は、経営危機に陥った際、本社ビルをニトリホールディングスに、田辺ビルをNTT都市開発に売却し、本社を堺市堺区匠町に移転した。その後、田辺ビルはシャープが買い戻したが、本社ビルは買い戻すことができず、取り壊された。

### 地名の由来
町域に所在する長池の名に由来する。

### 沿革
- 1954年（昭和29年）、大阪市阿倍野区山坂西ノ町3丁目より、長池町成立。
- 1966年（昭和41年）、昭和町東1 - 4丁目・昭和町中1 - 5丁目・桃ケ池町1 - 2丁目・西田辺町1 - 2丁目の各一部を編入[7]。

## 世帯数と人口
2024年（令和6年）9月30日現在の世帯数と人口は以下の通りである。
| 町丁   | 世帯数  | 人口    |
| ------ | ------- | ------- |
| 長池町 | 660世帯 | 1,208人 |

### 人口の変遷
国勢調査による人口の推移。
| 1995年（平成7年）  | 1,419人 | [ 8 ]  |  |
| 2000年（平成12年） | 1,326人 | [ 9 ]  |  |
| 2005年（平成17年） | 1,250人 | [ 10 ] |  |
| 2010年（平成22年） | 1,191人 | [ 11 ] |  |
| 2015年（平成27年） | 1,198人 | [ 12 ] |  |
| 2020年（令和2年）  | 1,211人 | [ 13 ] |  |

### 世帯数の変遷
国勢調査による世帯数の推移。
| 1995年（平成7年）  | 548世帯 | [ 8 ]  |  |
| 2000年（平成12年） | 553世帯 | [ 9 ]  |  |
| 2005年（平成17年） | 534世帯 | [ 10 ] |  |
| 2010年（平成22年） | 542世帯 | [ 11 ] |  |
| 2015年（平成27年） | 554世帯 | [ 12 ] |  |
| 2020年（令和2年）  | 602世帯 | [ 13 ] |  |

## 学区
市立小・中学校に通う場合、学区は以下の通りとなる。なお、小学校・中学校入学時に学校選択制度を導入しており、通学区域以外に阿倍野区の小学校（自宅から概ね2km以内）・中学校から選択することも可能。
| 番・番地等 | 小学校             | 中学校             |
| ---------- | ------------------ | ------------------ |
| 全域       | 大阪市立長池小学校 | 大阪市立昭和中学校 |

## 事業所
2021年（令和3年）現在の経済センサス調査による事業所数と従業員数は以下の通りである。
| 町名   | 事業所数 | 従業員数 |
| ------ | -------- | -------- |
| 長池町 | 59事業所 | 319人    |

## 交通

### 鉄道
- 西日本旅客鉄道
  - 阪和線 南田辺駅

### 道路
- 大阪府道5号大阪港八尾線（南港通）

## 施設
- 大阪市立長池小学校
- 長池公園
- 阿倍野長池郵便局

## その他

### 日本郵便
- 〒545-0013[3]（集配局：阿倍野郵便局[17]）